# Louis Durey
Pour les articles homonymes, voir Durey.
Louis Durey est un compositeur français, né le 27 mai 1888 à Paris 6e et mort le 3 juillet 1979 à Saint-Tropez, l'un des six membres du Groupe des six.

## Biographie
Issu de la bourgeoisie parisienne, il découvrit l'univers musical après avoir écouté Claude Debussy et son Pelléas et Mélisande. Sa formation fut essentiellement autodidacte, même s'il suivit les cours de la Schola Cantorum.
Il composa sa première œuvre en 1914. En janvier 1918, ce fidèle des samedis de la salle Huyghens, sous l'impulsion de Jean Cocteau et Erik Satie, devient membre de la « société des Nouveaux Jeunes », avec Georges Auric, Arthur Honegger, Roland-Manuel et Germaine Tailleferre.
Il intègre ensuite, après 1919, ce que la presse appela le groupe des Six dont il était l'aîné. En 1921, il ne participa pas pourtant à l'écriture collective de la musique pour « Les Mariés de la tour Eiffel » de Jean Cocteau signant ainsi sa séparation effective avec le groupe et la fin de ce dernier, qui acheva de se dissocier en 1924.
Il fréquentait les artistes d'avant-garde : notamment les poètes Guillaume Apollinaire, Max Jacob, Paul Éluard, Louis Aragon, et les peintres Pablo Picasso, Georges Braque et Fernand Léger.
Il séjourna quelques années à Saint-Tropez où il se maria et composa son unique comédie lyrique : l'Occasion en 1923.
Au milieu des années 1930, il rejoignit le parti communiste français et participa activement à la Résistance durant la Seconde Guerre mondiale, au sein du Front national des musiciens, rattaché au Front national de la Résistance.
Durant cette période, il fit un important travail musicologique de restitution d'œuvres chorales anciennes de Clément Janequin, Roland de Lassus et autres compositeurs du XVIe siècle par exemple.
Il fut également critique musical dans les années 1920, activité qu'il retrouva après-guerre pour le compte du journal L'Humanité.
Son œuvre musicale comporte 116 numéros d'opus, touchant tous les genres, mais davantage la musique chorale. Il a écrit assez peu de musiques symphoniques.

## Œuvres
Recueils de mélodies (dont les plus intéressants sont Le Printemps au fond de la mer, Images à Crusoë, Éloges, Le Bestiaire, Cantate de la prison, 6 Madrigaux), 3 quatuors à cordes, trio, pièces pour piano et plusieurs œuvres qui ne sont jamais sorties de ses cartons (dont l'opéra en un acte L'Occasion). On lui doit aussi des harmonisations de chants populaires.

### Musique instrumentale
- 3 sonatines pour piano (1926)
- 3 pièces brèves pour hautbois solo
- Nocturne pour piano (1928)
- Carillon et Neige (1916-18), deux pièces pour piano à 4 mains
- Sonatine pour flûte et piano (1920)
- Trio-Sérénade, trio à cordes (1955)
- Quatuor à cordes no 1 (1917)
- Quatuor à cordes no 2 (1919)
- Quatuor à cordes no 3 (1928)
- Les soirées de Valfère, pour quintette à vent (1963)
- Fantaisie concertante, pour violoncelle et orchestre (1947)
- Île-de-France, ouverture pour orchestre (1955)
- Concertino pour piano, 16 instruments à vent, contrebasse et timbales (1956)
- Mouvement symphonique pour piano et cordes (1963)
- Octophonies, pour 8 cordes (1966)
- Dilection pour cordes (1967)

### Musique vocale

#### Mélodies
- Épigrammes de Théocrite et trois poèmes de Pétrone (1918)
- Vergers sur des poèmes de Rilke

#### Chant et orchestre
- Inscriptions sur un oranger pour chant et orchestre (1918)
- Éloges d'après le poème homonyme de Saint-John Perse, pour quatuor vocal et orchestre de chambre (1919)
- Le Bestiaire pour chant et orchestre (1919) d'après Guillaume Apollinaire

#### Cantates
- Cantate de la Prison d'après Guillaume Apollinaire
- La Guerre et la Paix (1949)
- La Longue Marche (1949)
- Paix aux hommes par millions (1949)
- Cantate à Ben Ali (1952)
- Cantate de la rose et de l'amour (1965) pour soprano et cordes

#### Voix et divers instruments
- Images à Crusoë d'après Saint-John Perse, pour soprano et orchestre de chambre (1919)
- Le Printemps au fond de la mer (1920), d'après Jean Cocteau, pour soprano et instruments à vent
- España 63 pour chœur et piano (1963)
- 3 polyphonies vocales et instrumentales, pour quatuor vocal et 8 instruments (1963)
- une comédie lyrique : l'Occasion (1923) d'après Mérimée
- Six Pièces "De l'automne 53" Opus75 (1953) pour piano